# مائودو لو
مائودو لو (انگلیسی: Maodo Lô؛ زادهٔ ۳۱ december ۱۹۹۲ (۳۲ سال)) بازیکن بسکتبال اهل آلمان است.
وی در مسابقات کشوری و بین‌المللی در مجموع برندهٔ ۱ مدال نقره، ۱ مدال برنز شده‌است.